# لابان جاكسون
لابان جاكسون (بالإنجليزية: Laban Jackson)‏ هو شخصية أعمال أمريكي، ولد في 1942.

## وصلات خارجية
- لابان جاكسون على موقع إن إن دي بي (الإنجليزية)